# كيم كارلسون
كيم كارلسون (بالسويدية: Kim Karlsson)‏ هو لاعب هوكي الجليد سويدي، ولد في 31 أكتوبر 1989.

## وصلات خارجية
- كيم كارلسون على موقع EliteProspects.com (الإنجليزية)
- كيم كارلسون على موقع HockeyDB.com (الإنجليزية)